# Gargano-félsziget
Koordináták: é. sz. 41° 46′, k. h. 15° 55′41.766667°N 15.916667°E

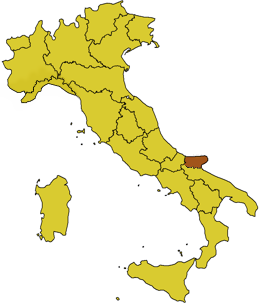
A Gargano-félsziget elhelyezkedése Olaszországban

A Gargano-félsziget Olaszország délkeleti részén található. Északról az Adriai-tenger, délről a Manfredóniai-öböl, nyugat felől pedig a Tavoliere delle Puglie határolja. Legkeletibb pontja a Testa del Gargano-fok. Helyzete miatt gyakran az olasz csizma sarkantyújának becézik. Közigazgatásilag Foggia megyéhez tartozik

## Földrajza
A félszigetet teljes hosszában átszeli a névadó Gargano-hegység. Északi oldalán két tó található: a Lesina-tó és a Varano-tó, melyek körül üdülőközpontok alakultak ki. A félsziget teljes területe a tavakkal, a Gargano-hegységgel valamint a közeli Tremiti-szigetekkel együtt a Gargano Nemzeti Parkhoz tartozik.

## Községek

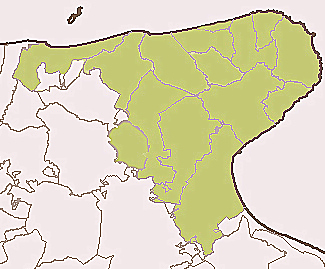
A Gargano-félsziget községei

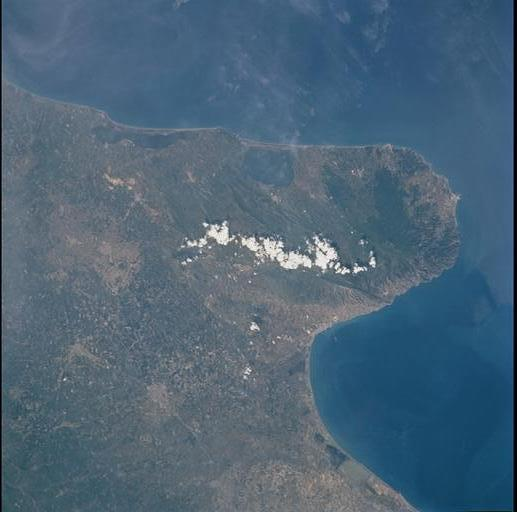
Műholdkép a Gargano-félszigetről

- Cagnano Varano
- Carpino
- Ischitella
- Lesina
- Manfredonia
- Mattinata
- Monte Sant’Angelo
- Peschici
- Rignano Garganico
- Rodi Garganico
- San Giovanni Rotondo
- San Marco in Lamis
- San Nicandro Garganico
- Vico del Gargano
- Vieste

## Történelmi vonatkozásai
- Longobárdok útja. A hagyomány szerint San Severo síksága felől indul ki a félsziget hegységén átívelő, San Marco in Lamis és San Giovanni Rotondo településeket érintő, s a Rothari longobárd király sírhelyét rejtő Monte Sant’Angelo településnél végződő longobárdok útja.